# Callulops sagittatus
Callulops sagittatus es una especie de anfibios de la familia Microhylidae.

## Distribución geográfica
Se encuentra en Papúa Nueva Guinea y, posiblemente también, en Indonesia.

## Estado de conservación
Se encuentra amenazada de extinción por la pérdida de su hábitat natural.